# Måns Danielsson

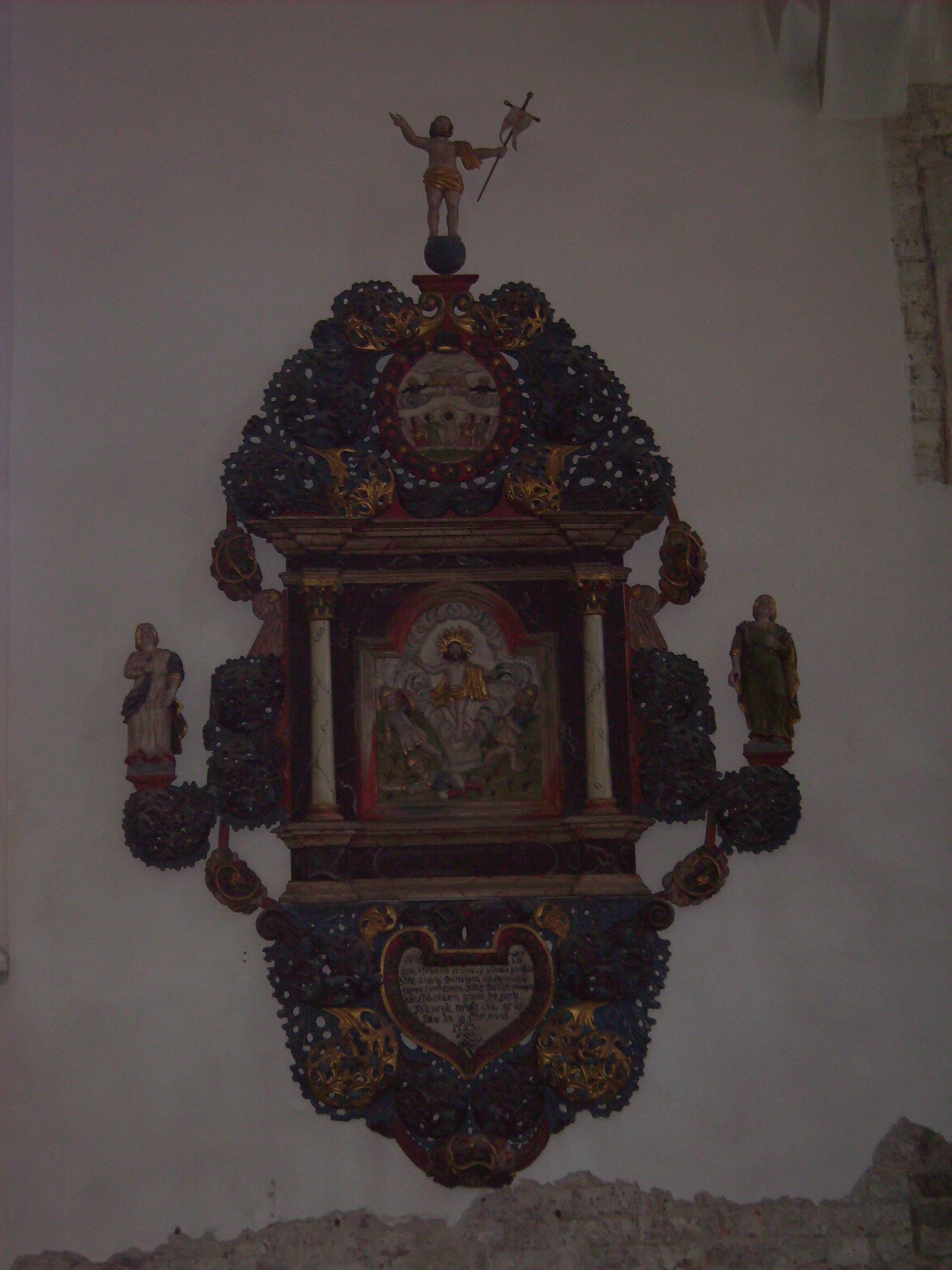
Epitaphium uppsatt av sonen Daniel Månsson 1726 i Vårfrukyrkan, Skänninge.

Måns Danielsson, född 1644 i Skänninge, död 8 mars 1705 i Skänninge, han var rådman i Skänninge stad. Han var stamfader till släkten Schenbeck från Skänninge.

## Familj
Danielsson gifte sig 25 oktober 1674 i Skänninge med Margareta Thomasdotter Thamsten (död 1690). Hon var dotter till rådmannen Thomas Alexandersson Thamsten och Karin Claesdotter. De fick tillsammans barnen Alexander Schenbeck, Catharina Schenbeck (1675-1741) och Peter Schenbeck (1685-1758)